# آرتور کوبر
آرتور کوبر (انگلیسی: Arthur Kober؛ ‏ ۲۵ اوت ۱۹۰۰ – ۱۲ ژوئن ۱۹۷۵) نویسنده اهل ایالات متحده آمریکا بود.
از فیلم‌هایی که وی در آن‌ها نقش داشته‌است، می‌توان به مرا ستاره کن، روباه‌های کوچک و جشن هالیوود اشاره نمود.